# フレッチャー・スティール

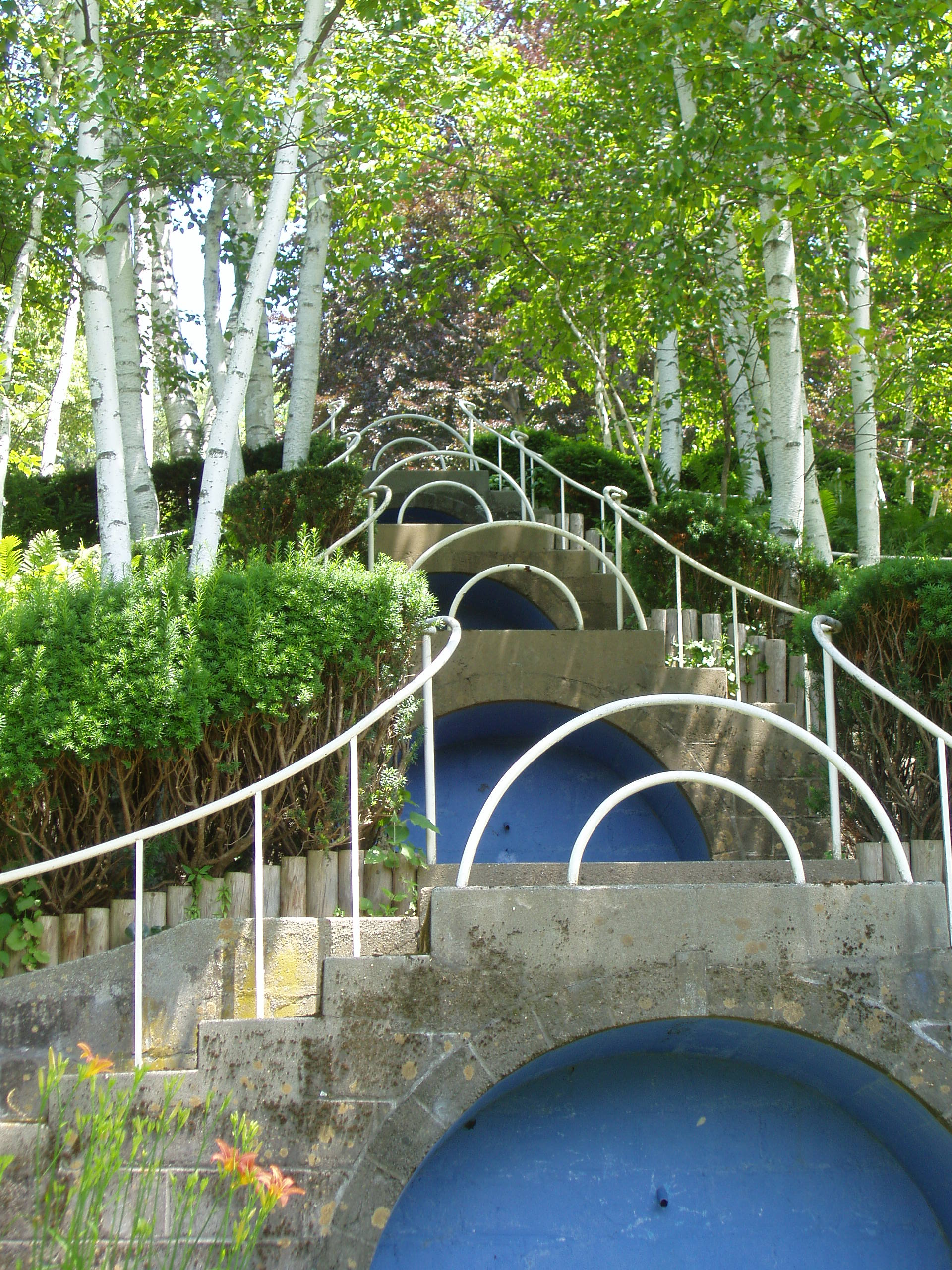
ノームキーグのブルー・ステップス

フレッチャー・スティール（英: Fletcher Steele、1885年6月7日 - 1971年7月）は、アメリカ合衆国の造園家。20世紀初頭のアメリカ造園運動の功績で知られる。
1915年から700もの庭園設計を行ったとされる。代表作には、青の階段（Blue Steps）が印象的なノームギーグ（ナアムキーグ、Naumkeag）がある。 

## 経歴
ニューヨーク州ロチェスター生まれ。アメリカ合衆国出身の弁護士の父とピアニストの母のもとで育つ。ウィリアムズ大学を卒業して、1907年に、フレデリック・ロー・オルムステッド・ジュニアが教授をしていた創設まもないハーバード大学ランドスケープアーキテクチュアの専攻学科に進学。
1908年にハーバードを出て、ウォーレン・マニングの元で研磨する。1913年に、欧州のデザインを勉強しに、ヨーロッパのツアー参加。アメリカに帰国後、自身の設計事務所を開設。第一次世界大戦中に、アメリカ赤十字社ヨーロッパ支社の事業にかかわり、終戦後帰国。
1925年、フランスのパリで開催されたパリ万国博覧会を視察する。国際装飾美術他スタイルに始まるアールデコ調によって訪れたデザイン変換が示されたアールデコ博覧会として知られるが、スティールにとっては庭園と鏡と砂利色からキュビズムといったそのインダストリアルモダンデザイン手法と具体的なその作品例を見ることとなった。この結果博覧会に出展していたアンドレとポールのヴェラ兄弟、ガブリエル・ゲヴレキアンらの作品、またトニー・ガルニエ（建築）について、後の1930年に熱意をもって一連の論考著作を残していく。
こうしたモダニズムとアールデコ調のデザイン移行時であったデザインに関する文章は、この時期のデザイン潮流に影響を及ぼし、モダニズムに着目した当時のハーバード大学デザインクラスの学生ら、特にガレット・エクボ、ダン・カイリー、ジェームス・C・ローズなどに設計プロセスやデザインの可能性において、近代性に依拠した創造性を提示し、学生の多くに感銘を与える。
カイリーは後に「スティールは20代と30代も、実際に新しいことに興味を持って働く唯一の良い設計者だった」と書いた。エクボは、「フレッチャー・スティールは、旧来と現代との移行人物だった。私の興味をもったのは彼が野心的だったため」と記している他「新しいものを試みる人物と写った」と語っている。
現在、米国議会図書館、ロチェスター歴史協会および農林科学大学フランクリンムーン図書館、ニューヨーク州立大学新環境（ニューヨーク・シラキュース）などに論文がアーカイブされている。

## 作品概要
初期の庭園計画は、当時イギリスで一般的に活躍していたガートルードジェキル、レジナルド・ブロムフィールド、T.H.モーソンなどのようなイタリア風装飾ディテールの手すり、ヘッジ、壷、彫刻、石のパイナップルステップから水便などアートや工芸品を組み合わせるスタイルであった。
作品には、ノームギーク（マサチューセッツ州ストックブリッジ、1938年　青の階段の他、フランスのユリ紋章のようなうねる曲線形のバラ園など）の他に、1935年のエルウォンガー邸庭園、1929年のスミスウイック邸庭園計画　（マサチューセッツ州グローチェスター）、アンクラムハウス、ホイットニー・アレン・ハウス、スタンディッシュ・バッカス・ハウス、ターナーの家、リスボーン（Lisborne）・グレンジ、などが記録されている。とくに有名な作品と知られるノームキーグなどこれらのプロジェクトは近年まで多大な評価を受けていなかったが、比較的最近の歴史家からは今日の庭の設計や造園にスティールの影響が見て取れて理解し始められている。 
スティール独自のデザインはしかし、この時代が過ぎるまでは旧来のが同時期のファッションであったように、近代的なスタイルのデザインではなかった。 自身の作品自体は、広大な地所のために計画されたボザール流で、ヴィスタを敷地にあわせて援用し、過去のさまざまな様式を敷地ごとに適応した折衷式のものが大半である。施主は大半が裕福な階層を相手にしていた。
評価を受けているおもな業績は、伝統的な手法と近代的なデザインとの架け橋という役割を担った、1920年代当時のヨーロッパにおけるガーデンデザインの情報提供とその近代造園運動の展開、アメリカとヨーロッパとのつなぎ役となった人物、としてである。

## 著述
- 小規模ガーデンのデザイン（Design in the little garden, ボストン・アトランティックマンスリープレス、1924年)
- 家を美しくする庭園マニュアル(The House beautiful gardening manual, ボストン・アトランティックマンスリープレス、1926年)
- 庭園と人 (Gardens and people, ボストン・ホートン・ミフリン、1964年)
- 庭園デザインの新天地（1930年、和訳が『モダンランドスケープアーキテクチュア』鹿島出版会、2007年、に所収）
- 1920年代のフランス庭園デザインに対する考察
  - New Styres in Gardening Will Landscape Architecture Reflect the Modernistic Tendencies Seen in the Other Arts? （ハウスビューティフル誌1929年3月号に発表-やや辛らつな論説に）
  - New Pionneering in Garden design (ランドスケープ・アーキテクチャ・クオリティ誌1930年4月号）
  - ピエール・ルグランへの追悼（アート・エ・デコレイション誌1929年11月号）
- 現代ランドスケープアーキテクチュアとその源泉展覧会1937年 - 植物よりも建築的なものに依存したデザインに懸念を吐露。

## 参考文献

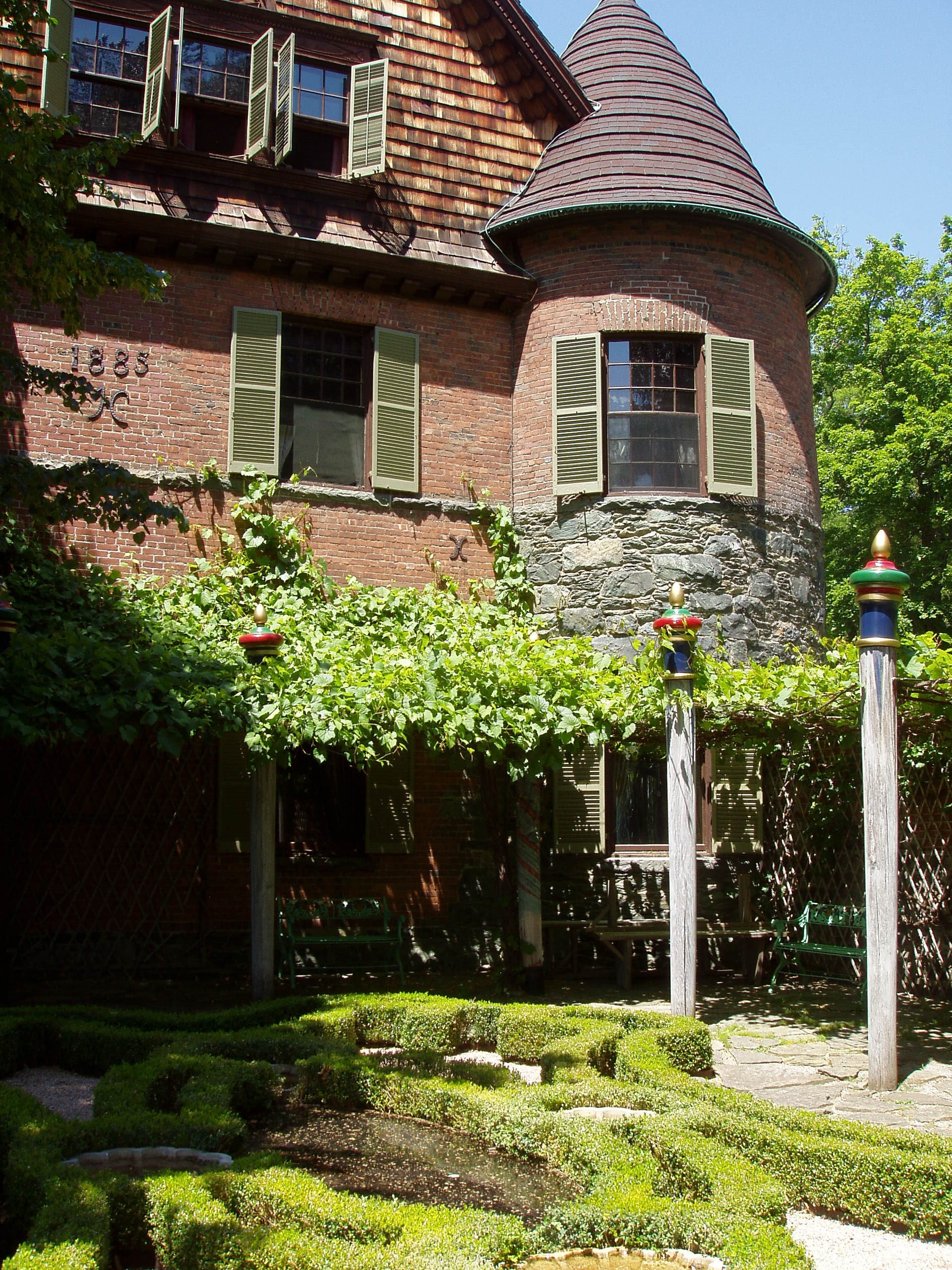
ノームキーグのアフタヌーン・ガーデン
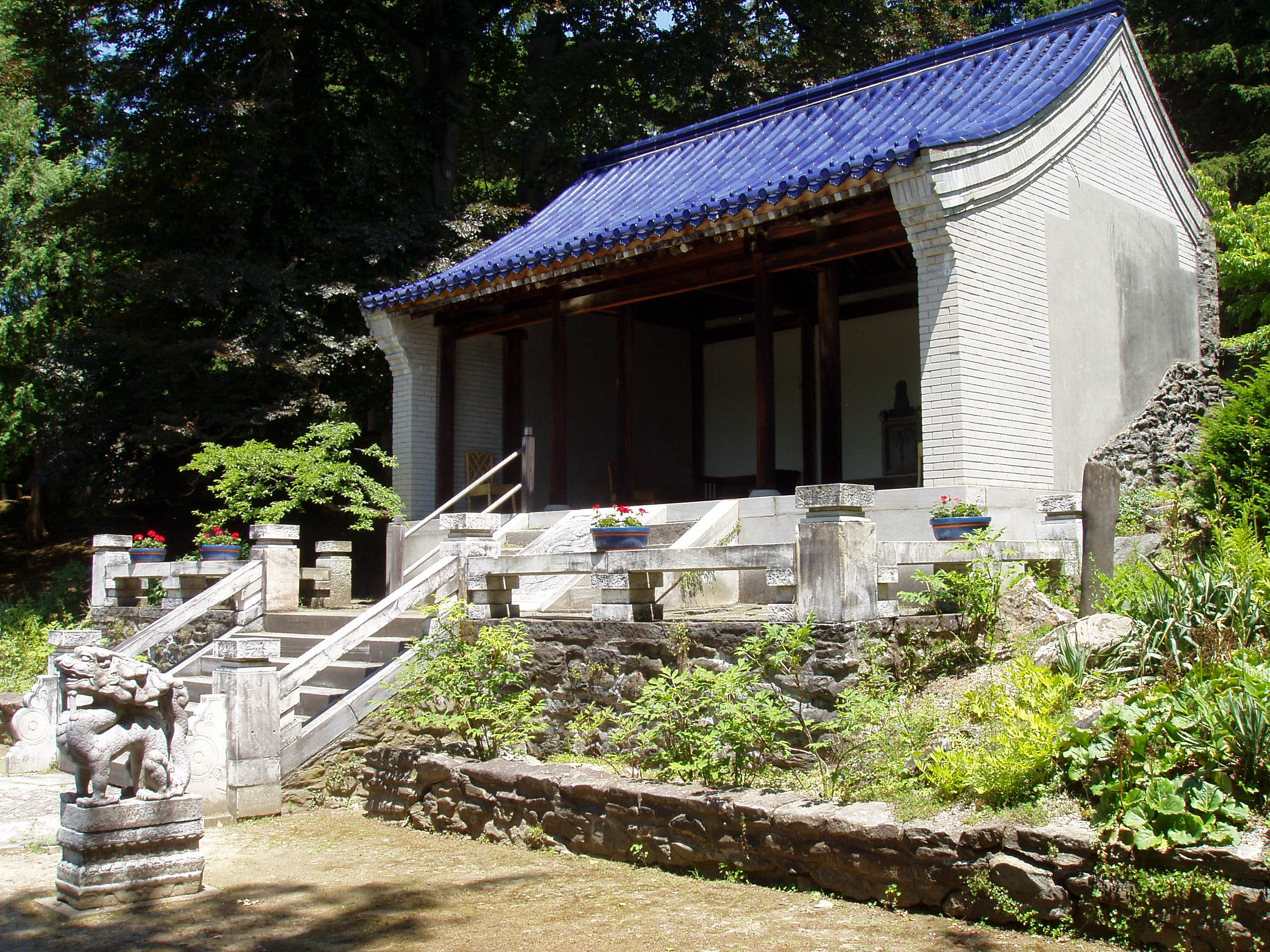
ノームキーグのチャイニーズ・ガーデン